# Graphania dentata
Graphania dentata är en fjärilsart som beskrevs av Alfred Philpott 1923. Graphania dentata ingår i släktet Graphania och familjen nattflyn. Inga underarter finns listade i Catalogue of Life.